# Szilvás-patak
A Szilvás-patak a Bükk-vidéken ered, Szilvásvárad településtől délre, Heves vármegyében, mintegy 450 méteres tengerszint feletti magasságban. A patak forrásától kezdve északi irányban halad, majd Szilvásvárad település után keletnek fordul, keresztülvág Nagyvisnyón és végül a Bán-patakba torkollik.
A Bán-patak völgye és a Szilvás-patak völgye földrajzi határt képez a klasszikus értelemben vett Bükk hegység és az Upponyi-hegység között.
A Szilvás-patak egyik jobb oldali mellékvize a Nagyvölgy-patak, mely Nagyvisnyónál torkollik belé.

## Vízgyűjtő területe
Vízgyűjtő területén több település helyezkedik el, melyek a következők: Mályinka, Nagyvisnyó, Szilvásvárad. Területe Heves vármegye északkeleti csücskét és Borsod-Abaúj-Zemplén vármegye északnyugati részét foglalja magába. Vízgyűjtő területén ered a Baróc-patak, az Eskerenna-patak, a Gizslír-patak, a Mehelycső-patak, a Nagyvölgy-patak, a Szána-patak, a Szalajka-patak és a Taró-völgyi-patak. A Szilvás-patak a Lázbérci-víztározó vízgyűjtőjén helyezkedik el.

## Partmenti települések
- Szilvásvárad
- Nagyvisnyó
- Mályinka